# Brobergen

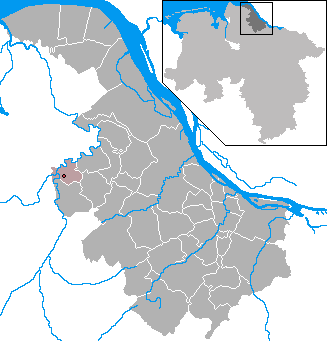
Brobergens läge i Kranenburg, Niedersachsen

Brobergen (plattyska Brobargen) är en ort med 226 invånare (31 december 2003) och en areal av 6,06 km² i den tyska delstaten Niedersachsen. Den är del av Kranenburg kommun i Landkreis Stade.
Byn omnämns första gången i skrift 1286 under namnet Brocberge.